# Тамірлан Козубаєв
Тамірлан Омуралійович Козубаєв (кирг. Тамирлан Козубаев; нар. 1 липня 1994, Бішкек, Киргизстан) — киргизький футболіст, центральний захисник казахського клубу «Туран» та національної збірної Киргизстану.

## Клубна кар'єра
З 2010 року перебував у системі бішкецького «Дордою», проте спочатку виступав за його другу команду у першій лізі та за фарм-клуб «Ала-Тоо» (Нарин) у вищій лізі. У першій половині 2014 року грав за основу «Дордою».
Влітку 2014 року перейшов до литовського клубу «Шяуляй». Дебютний матч у чемпіонаті Литви провів 25 липня 2014 року проти «Круої», за півсезону взяв участь у 17 матчах. Навесні 2015 року грав у Киргизстані за «Алгу», а в липні 2015 року повернувся до Литви та провів 11 матчів за «Гранітас» (Клайпеда). У весняній частині сезону 2015/16 років перебував у заявці сербського клубу «Ягодина», але за команду не зіграв жодного офіційного матчу.
Влітку 2016 року повернувся до «Дордоя». Чемпіон Киргизстану 2018 року, триразовий володар Кубку Киргизстану (2016, 2017, 2018). Брав участь у матчах Кубку АФК. 28 січня 2019 року «Дордой» (Бішкек) підтвердив, що Козубаєв покинув клуб після закінчення терміну дії контракту. Потім перейшов до ПКНС з Малайзії, а в 2020 році грав за індонезійський клуб «Персіта Тангеранг». Першу половину 2021 року провів у російському клубі «Шинник», після чого перейшов до казахстанського клубу «Туран».

## Кар'єра в збірній
У складі молодіжної збірної Киргизстану брав участь у Кубку Співдружності, був капітаном збірної. У складі олімпійської збірної Киргизії брав участь в Азійських іграх 2018 року як один із трьох футболістів старше 23-х років. Виходив на поле у всіх трьох матчах своєї команди.
У національній збірній Киргизстану дебютував 13 жовтня 2015 року у матчі проти Бангладешу. Першим голом за збірну відзначився 11 жовтня 2016 року, завдяки чому приніс перемогу у матчі проти Туркменістану (1:0).
Брав участь у Кубку Азії 2019 року, зіграв усі 4 матчі своєї команди.

## Статистика виступів у збірній

### По роках
| національна збірна Киргизстану | національна збірна Киргизстану | національна збірна Киргизстану |
| Рік                            | Матчі                          | Голи                           |
| ------------------------------ | ------------------------------ | ------------------------------ |
| 2015                           | 3                              | 0                              |
| 2016                           | 5                              | 1                              |
| 2017                           | 2                              | 0                              |
| Загалом                        | 10                             | 1                              |

Станом на 17 жовтня 2017

### По матчах
| Дата       | Місто    | Господарі  | Результат  | Гості          | Турнір                       | Голи | Примітки |
| ---------- | -------- | ---------- | ---------- | -------------- | ---------------------------- | ---- | -------- |
| 07-01-2019 | Аль-Айн  | КНР        | 2 – 1      | Киргизстан     | Кубок Азії 2019 - 1-ий раунд | -    |          |
| 11-01-2019 | Аль-Айн  | Киргизстан | 0 – 1      | Південна Корея | Кубок Азії 2019 - 1-ий раунд | -    |          |
| 16-01-2019 | Дубай    | Киргизстан | 3 – 1      | Філіппіни      | Кубок Азії 2019 - 1-ий раунд | -    | 12'      |
| 21-01-2019 | Абу-Дабі | ОАЕ        | 3 – 2 д.ч. | Киргизстан     | Кубок Азії 2019 - 1/8 фіналу | -    |          |
| Усього     |          | Матчів     | 4          |                | Голів                        | 0    |          |

### Забиті м'ячі
Рахунок та результат збірної Киргизстану в таблиці подано на першому місці.
| №  | Дата              | Місце                               | Суперник     | Рахунок | Результат | Змагання                           |
| -- | ----------------- | ----------------------------------- | ------------ | ------- | --------- | ---------------------------------- |
| 1. | 11 жовтня 2016    | Долон Омурзаков, Бішкек, Киргизстан | Туркменістан | 1–0     | 1–0       | Товариський матч                   |
| 2. | 19 листопада 2019 | Долон Омурзаков, Бішкек, Киргизстан | Таджикистан  | 1–1     | 1–1       | кваліфікація чемпіонату світу 2022 |

## Досягнення
«Дордой» (Бішкек)
- Топ-Ліга
  -  Чемпіон (2): 2018, 2019

- Кубок Киргизстану
  -  Володар (1): 2018